# Cochlearia tridactylites
Cochlearia tridactylites är en korsblommig växtart som beskrevs av Joseph Banks och Dc.. Cochlearia tridactylites ingår i släktet skörbjuggsörter, och familjen korsblommiga växter. Inga underarter finns listade i Catalogue of Life.